# 雫石町
雫石町（しずくいしちょう）は、岩手県の中部、岩手郡に属する町。西側は秋田県仙北市と接している。
温泉やスキー場、小岩井農場を擁するなど、観光に力を注いでいる町である。1993年には、雫石スキー場にてアルペンスキー世界選手権雫石大会が行われた。

## 地理

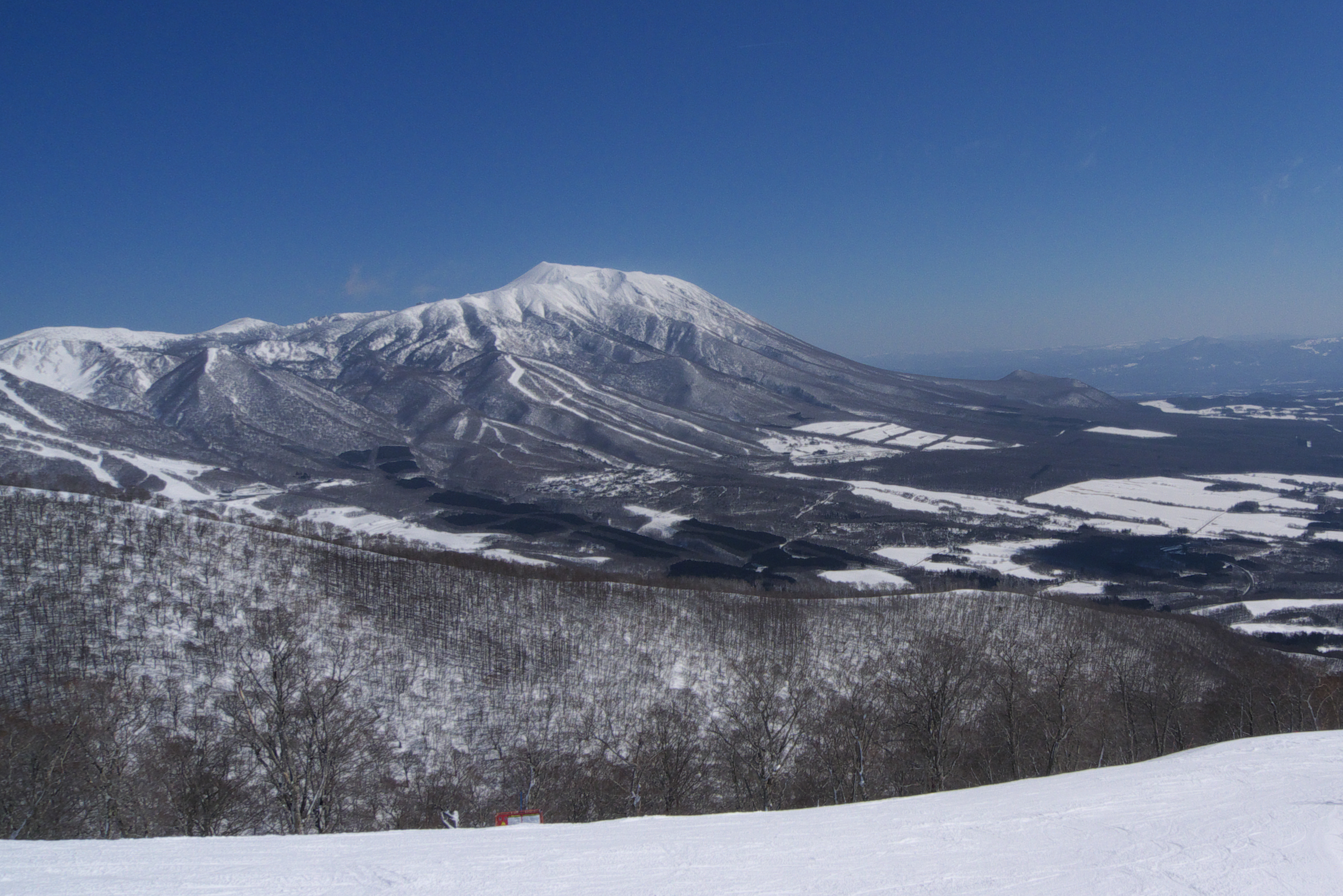
雫石スキー場から見た岩手山と鞍掛山

- 山：高倉山（1,409m）、大倉山（1,408m）、岩手山（2,038m）、南昌山（848m）。
- 河川：竜川、葛根田川が主な河川。御所ダム（御所湖）で合流し雫石川となる。

## 気候
寒暖の差が大きく気温の年較差、日較差が大きい顕著な大陸性気候である。降雪量が多く、周辺の自治体と同様に豪雪地帯に指定されている。
冬季は、近年でも-20℃を下回る気温が観測され、2018年2月2日に-20.8℃を観測している。
- 最高気温極値 35.8℃（1978年8月2日、2025年8月2日）
- 最低気温極値 -20.8℃（2018年2月2日）

| 雫石（雫石町第40地割字千刈田、標高195m）の気候 | 雫石（雫石町第40地割字千刈田、標高195m）の気候 | 雫石（雫石町第40地割字千刈田、標高195m）の気候 | 雫石（雫石町第40地割字千刈田、標高195m）の気候 | 雫石（雫石町第40地割字千刈田、標高195m）の気候 | 雫石（雫石町第40地割字千刈田、標高195m）の気候 | 雫石（雫石町第40地割字千刈田、標高195m）の気候 | 雫石（雫石町第40地割字千刈田、標高195m）の気候 | 雫石（雫石町第40地割字千刈田、標高195m）の気候 | 雫石（雫石町第40地割字千刈田、標高195m）の気候 | 雫石（雫石町第40地割字千刈田、標高195m）の気候 | 雫石（雫石町第40地割字千刈田、標高195m）の気候 | 雫石（雫石町第40地割字千刈田、標高195m）の気候 | 雫石（雫石町第40地割字千刈田、標高195m）の気候 |
| 月                                             | 1月                                            | 2月                                            | 3月                                            | 4月                                            | 5月                                            | 6月                                            | 7月                                            | 8月                                            | 9月                                            | 10月                                           | 11月                                           | 12月                                           | 年                                             |
| ---------------------------------------------- | ---------------------------------------------- | ---------------------------------------------- | ---------------------------------------------- | ---------------------------------------------- | ---------------------------------------------- | ---------------------------------------------- | ---------------------------------------------- | ---------------------------------------------- | ---------------------------------------------- | ---------------------------------------------- | ---------------------------------------------- | ---------------------------------------------- | ---------------------------------------------- |
| 最高気温記録 °C （°F）                         | 11.9 (53.4)                                    | 16.1 (61)                                      | 20.8 (69.4)                                    | 28.5 (83.3)                                    | 32.9 (91.2)                                    | 32.6 (90.7)                                    | 35.3 (95.5)                                    | 35.8 (96.4)                                    | 33.4 (92.1)                                    | 27.8 (82)                                      | 23.2 (73.8)                                    | 14.7 (58.5)                                    | 35.8 (96.4)                                    |
| 平均最高気温 °C （°F）                         | 1.0 (33.8)                                     | 2.0 (35.6)                                     | 6.1 (43)                                       | 13.6 (56.5)                                    | 19.6 (67.3)                                    | 23.4 (74.1)                                    | 26.4 (79.5)                                    | 27.6 (81.7)                                    | 23.6 (74.5)                                    | 17.4 (63.3)                                    | 10.2 (50.4)                                    | 3.5 (38.3)                                     | 14.6 (58.3)                                    |
| 日平均気温 °C （°F）                           | −2.7 (27.1)                                    | −2.0 (28.4)                                    | 1.5 (34.7)                                     | 7.7 (45.9)                                     | 13.8 (56.8)                                    | 18.2 (64.8)                                    | 21.8 (71.2)                                    | 22.7 (72.9)                                    | 18.3 (64.9)                                    | 11.6 (52.9)                                    | 5.2 (41.4)                                     | −0.1 (31.8)                                    | 9.7 (49.5)                                     |
| 平均最低気温 °C （°F）                         | −7.2 (19)                                      | −6.8 (19.8)                                    | −3.2 (26.2)                                    | 1.8 (35.2)                                     | 8.0 (46.4)                                     | 13.5 (56.3)                                    | 17.9 (64.2)                                    | 18.6 (65.5)                                    | 13.7 (56.7)                                    | 6.2 (43.2)                                     | 0.4 (32.7)                                     | −3.8 (25.2)                                    | 4.9 (40.8)                                     |
| 最低気温記録 °C （°F）                         | −20.6 (−5.1)                                   | −20.8 (−5.4)                                   | −15.7 (3.7)                                    | −10.3 (13.5)                                   | −1.5 (29.3)                                    | 3.6 (38.5)                                     | 7.6 (45.7)                                     | 8.7 (47.7)                                     | 1.4 (34.5)                                     | −4.4 (24.1)                                    | −10.8 (12.6)                                   | −18.2 (−0.8)                                   | −20.8 (−5.4)                                   |
| 降水量 mm （inch）                             | 66.4 (2.614)                                   | 65.6 (2.583)                                   | 95.2 (3.748)                                   | 102.9 (4.051)                                  | 123.0 (4.843)                                  | 134.5 (5.295)                                  | 233.2 (9.181)                                  | 216.7 (8.531)                                  | 174.7 (6.878)                                  | 131.1 (5.161)                                  | 114.7 (4.516)                                  | 95.6 (3.764)                                   | 1,551 (61.063)                                 |
| 降雪量 cm （inch）                             | 154 (60.6)                                     | 130 (51.2)                                     | 90 (35.4)                                      | 4 (1.6)                                        | 0 (0)                                          | 0 (0)                                          | 0 (0)                                          | 0 (0)                                          | 0 (0)                                          | 0 (0)                                          | 9 (3.5)                                        | 93 (36.6)                                      | 480 (189)                                      |
| 平均月間日照時間                               | 82.6                                           | 91.3                                           | 132.3                                          | 167.0                                          | 182.4                                          | 162.8                                          | 130.1                                          | 140.8                                          | 121.8                                          | 130.5                                          | 102.0                                          | 80.4                                           | 1,531.8                                        |
| 出典：気象庁                                   |                                                |                                                |                                                |                                                |                                                |                                                |                                                |                                                |                                                |                                                |                                                |                                                |                                                |

## 歴史
氷期の石器が発見されるなど、その歴史は古い。町内各地の遺跡から先史時代にはすでに人々が定着していた形跡がある。大和朝廷の勢力が雫石地域に至り開拓の手が伸びたのは、延暦20年（801年）の坂上田村麻呂の頃であった。
滴石地域一帯に住む鬼の長（先住民の酋長）、大武丸（おおたけまる）を雫石の西根地域の中野村に兵を集めて田村麻呂がこれを攻め滅ぼした、と「巌鷲山縁記」に記載がある。中央が藤原氏の専制で地方政治の統制がゆるみ、安倍氏などの辺境在住勢力が台頭するにいたる。
安倍頼良の六男安倍重任が滴石に在住したが、康平5年（1062年）に安倍氏が衣川柵、厨川柵で敗れると9月17日には戦死した。前九年の役後、清原武則が鎮守府将軍として安倍氏の旧領をほぼ制圧するが、清原一族の内乱から国司源義家の参加した後三年の役が寛治元年（1087年）に起こり清原氏は滅亡、藤原清衡が清原氏の支配地を継承した。
1189年、源頼朝が平泉の奥州藤原氏を滅亡させると、岩手西部を1189年に常陸相馬の平衡盛（戸澤氏）に与えた雫石地域もそのとき支配下となる。
南北朝争乱の時代に南部氏、河村氏、和賀氏、葛西氏とともに南朝の北畠顕信に属し、激しく足利方と対立する。南北朝時代には雫石地域は斯波氏と戸澤氏が覇権を争う。その際、1341年に北畠顕信が雫石に御所を置いたことが語源で「御所地区」がある。三迫の戦いで敗れ、石巻の葛西氏を経て、滴石城の河村六郎を訪ねて来る。1345年に戸澤氏、南部政長が北畠顕信とともに斯波氏を攻める。南朝側は足利方の吉良氏と畠山氏の不和や足利尊氏と足利直義の不和（観応の擾乱）の間隙をつき滴石城を拠点として団結し、多賀城を陥れているが、その後雫石地域の記録はない。
室町時代には地方分権的な大名が各地に形成されたが、雫石地方は戸澤氏の勢力圏として比較的安定していた。戦国時代手塚氏（一説には戸澤氏）、長山村の長山氏、戸澤館の戸澤十郎などの勢力が台頭、境界をめぐり争乱をくりかえしていた。
天文9年（1540年）、三戸南部の南部高信が沼宮内氏、渋民氏、玉山氏、田頭氏、平舘氏を率いて侵入。戸澤氏のみが服従を拒否したために滴石城が焼失し、戸澤氏は仙北郡に逃亡する。
1545年、日詰の斯波氏の斯波（雫石）詮貞が滴石郷に侵入。一時雫石を支配し、斯波御所（雫石御所）を置く。このとき初めて「雫石」の文字が使われる。
その後、天正12年（1584年）に南部信直の代に雫石地域攻略が始まり、天正14年（1586年）に斯波氏は敗れ雫石城は南部よしゃれの伝説を生み落城、再び南部氏の所領になる。南部氏は小田原で豊臣秀吉に謁見、服従、所領安堵を許される。天正16年（1588年）、雫石城は豊臣秀吉の命令で破却される。
その後、徳川政権のもと南部藩の藩政下で280年間、幕末まで続く。雫石地域は秋田藩との藩境を接していたため争いが絶えず、また秋田街道の交易の利便性から橋場御番所が置かれる。雫石通は元禄8年（1695年）、宝暦5年 - 6年（1755年 - 1756年）、天明3年-天明4年（1783年 - 1784年）、天保年間には飢饉が起こり四大飢饉と呼ばれている。
慶応3年（1867年）、大政奉還を幕府が行うも鳥羽・伏見の戦いが起こり戊辰戦争へと戦火が広がる。盛岡藩は奥羽越列藩同盟に参加し、鹿角口と生保内口に向軍勢を差し向ける。雫石郷からは400名もの農兵が徴発された。野々村真澄を総大将に生保内口に攻め入り秋田藩と抗戦するも、地の利を得ず撤退した。盛岡藩は時勢虚しく、降伏恭順を官軍側に申しでるが、盛岡藩の帰服が正確を欠くとの理由から国見峠に攻め込まれる。橋場口が戦場となる。この戦いで一村焼け落ち、マタギ猟師であった与吉（よぎ）という男が、長崎振遠隊斥候隊長福田栄之助を鉄砲で狙撃死させるも、春木場から侵入され雫石郷は占領された。盛岡藩の降伏が受理されて戦争は終わったが現在に至るまで、官軍に占領された時の恐怖は雫石町で語り継がれている。
明治以降（行政区域の変遷については別記）
- 1891年（明治24年） - 日本鉄道副社長の小野義眞、三菱社社長の岩崎弥之助、鉄道庁長官の井上勝が雫石村内に大規模農場を開設。3人の名の頭文字をとり「小岩井農場」と名付けられた。
- 1947年（昭和22年）8月7日：昭和天皇の戦後巡幸があり、小岩井農場の旧岩崎邸に宿泊[2]。
- 1958年（昭和33年）2月2日 - 女助山で雪崩が発生。炭焼小屋3棟が倒壊して6人が死亡[3]。
- 1971年（昭和46年）7月30日 - 千歳発羽田行きの全日空機と飛行訓練中の航空自衛隊の戦闘機が雫石町の上空で衝突し墜落する。全日空機の乗客・乗員162名全員が死亡。
- 1980年（昭和55年） - 雫石スキー場開業。
- 1998年（平成10年）9月3日 - 岩手県内陸北部地震。当町内で震度6弱を観測。
- 2013年（平成25年）8月9日 - 秋田・岩手豪雨により国道46号以南の地区を中心に甚大な被害が発生する。10日朝までの24時間降水量は268.5mm（町観測史上最高）。

### 行政区域の変遷
- 1889年（明治22年）4月1日 - 町村制が施行され、雫石村の区域のみで南岩手郡雫石村が成立。
- 1897年（明治30年）4月1日 - 郡の統合により北岩手郡と南岩手郡が合併し、岩手郡となる[4]。
- 1940年（昭和15年）12月23日 - 雫石村が町制施行し、岩手郡雫石町となる。
- 1954年（昭和29年）4月1日 - 西山村の一部が御明神村へ編入される。
- 1955年（昭和30年）4月1日 - 雫石町・御所村・御明神村・西山村が合併し、新たに雫石町となる。
- 1955年（昭和30年）10月1日 - 雫石町の一部が盛岡市へ編入される（現在の盛岡市繋）。

## 行政
- 町長：猿子恵久（2018年11月10日就任、1期目）

### 町の施設
- 町中央公民館「野菊ホール」
  - 町立図書館（野菊ホールに併設）
- 町雫石公民館
- 町御所公民館
- 町御明神公民館
- 町西山公民館
- 町総合運動公園

### 県の施設
- 岩手県営屋内温水プール

### 警察
- 岩手県警察
  - 盛岡西警察署
  - 雫石交番（町中心部を管轄）
  - 西山駐在所（町北部・網張温泉・小岩井地区を管轄）
  - 御所駐在所（町南部・御所湖畔・盛岡市繋地区を管轄）

### 消防
- 盛岡地区広域消防組合消防本部
  - 盛岡西消防署雫石分署
- 雫石町消防団（令和2年度時点）
  - 条例定数 367人
    - 実員数 306人

  - 消防力
    - 水槽付ポンプ車 1台
    - ポンプ車 16台
    - 小型動力ポンプ積載車 1台
    - 小型動力ポンプ 8台(積載車含む)

  - 本部（25人）
    - 第1分団（63人）
    - 第2分団（62人）
    - 第3分団（80人）
    - 第5分団（83人）

### 金融機関
指定金融機関は、滝沢市に本所を置く、新岩手農業協同組合(JA新いわて)を指定している。町役場内には出納派出所ではなく、JA新いわて雫石支所を母店とする有人出張所が設置されている。
- 岩手銀行雫石支店
- 北日本銀行雫石支店

## 姉妹都市
- 富士市（静岡県）- （全日空機雫石衝突事故でその全日空機の乗客犠牲者155名のうち125名が静岡県富士市の吉原遺族会の北海道旅行団一行と添乗員だった事から慰霊の森での毎年の慰霊祭に最終の2003年（平成15年）の三十三回忌まで参加、2013年（平成25年）7月30日に災害時相互応援協定を結び同年11月1日、友好都市提携を締結した）

近年、雫石中学校・雫石高校の生徒を中心とした、ドイツとの友好都市派遣団のやりとりを行っている。「友好都市青少年留学の翼派遣団員」が正式名称。

## 産業

### 企業
- 盛岡セイコー工業 - セイコーインスツルの子会社。雫石高級時計工房があり、グランドセイコーなどの製造を行っている。
- 菊の司酒造

### 郵便局
- 雫石郵便局（集配局、〒020-0599）
- 御所郵便局
- 鴬宿温泉郵便局
- 御明神郵便局
- 岩手西山郵便局
- 西根簡易郵便局

## 地域

### 人口
| |                                        |  |
| 雫石町と全国の年齢別人口分布（2005年） | 雫石町の年齢・男女別人口分布（2005年） |  |
| ■紫色 ― 雫石町 ■緑色 ― 日本全国 | ■青色 ― 男性 ■赤色 ― 女性              |  |
| 雫石町（に相当する地域）の人口の推移 \| 1970年（昭和45年） \| 17,954人 \| \| \| 1975年（昭和50年） \| 18,293人 \| \| \| 1980年（昭和55年） \| 18,696人 \| \| \| 1985年（昭和60年） \| 19,127人 \| \| \| 1990年（平成2年） \| 19,013人 \| \| \| 1995年（平成7年） \| 19,373人 \| \| \| 2000年（平成12年） \| 19,750人 \| \| \| 2005年（平成17年） \| 19,055人 \| \| \| 2010年（平成22年） \| 18,033人 \| \| \| 2015年（平成27年） \| 16,981人 \| \| \| 2020年（令和2年） \| 15,731人 \| \| |                                        |  |
| 総務省統計局 国勢調査より |                                        |  |
| 1970年（昭和45年） | 17,954人                               |  |
| 1975年（昭和50年） | 18,293人                               |  |
| 1980年（昭和55年） | 18,696人                               |  |
| 1985年（昭和60年） | 19,127人                               |  |
| 1990年（平成2年） | 19,013人                               |  |
| 1995年（平成7年） | 19,373人                               |  |
| 2000年（平成12年） | 19,750人                               |  |
| 2005年（平成17年） | 19,055人                               |  |
| 2010年（平成22年） | 18,033人                               |  |
| 2015年（平成27年） | 16,981人                               |  |
| 2020年（令和2年） | 15,731人                               |  |

平成27年国勢調査より前回調査からの人口増減をみると、5.83％減の16,981人であり、増減率は県下33市町村中14位。

### 教育

#### 高等学校
- 岩手県立雫石高等学校

#### 中学校
- 雫石町立雫石中学校

#### 小学校
- 雫石町立雫石小学校
- 雫石町立七ツ森小学校
- 雫石町立御明神小学校
- 雫石町立御所小学校
- 雫石町立西山小学校

※以下は廃校。
- 雫石町立橋場小学校（2018年・御明神小学校へ統合）
- 雫石町立上長山小学校（2018年・西山小学校を統合新設）
- 雫石町立下長山小学校（同上）
- 雫石町立西根小学校（同上）
- 雫石町立安庭小学校（2017年・御所小学校を統合新設）
- 雫石町立大村小学校（同上）
- 雫石町立南畑小学校（同上）

## TVチャンネル・ラジオ周波数
雫石町内テレビ中継局
- 雫石テレビ中継局（生森山）
  - 滝沢市大釜地区、盛岡市猪去・繋・黒石野地区でも当局を受信している世帯あり。また当町北部では谷地山局も受信可能。なお橋場地区は山陰になって生森山からの電波が届きにくいため紫波新山（盛岡親局）を受信している。
- 在盛ラジオ放送はAMが盛岡親局（IBC岩手放送矢巾ラジオ送信所・NHK矢巾ラジオ放送所）を良好に受信可能。なお当町内にFM中継局は未設置なので盛岡親局（紫波新山）を受信する（ただし山陰のため場所により雑音混じりとなる場合があり、紫波新山に向けてFM屋外アンテナを立てている世帯もある）。
- 橋場地区の一部では隣県のABSラジオも秋田親局936kHz経由で受信可能（高感度ラジオを用いた場合は盛岡市内の一部でもABSラジオ936kHzを受信可能。なお仙岩トンネル内では、地元IBCラジオ684kHz・隣県ABSラジオ936kHz両局を再送信）。

## 交通

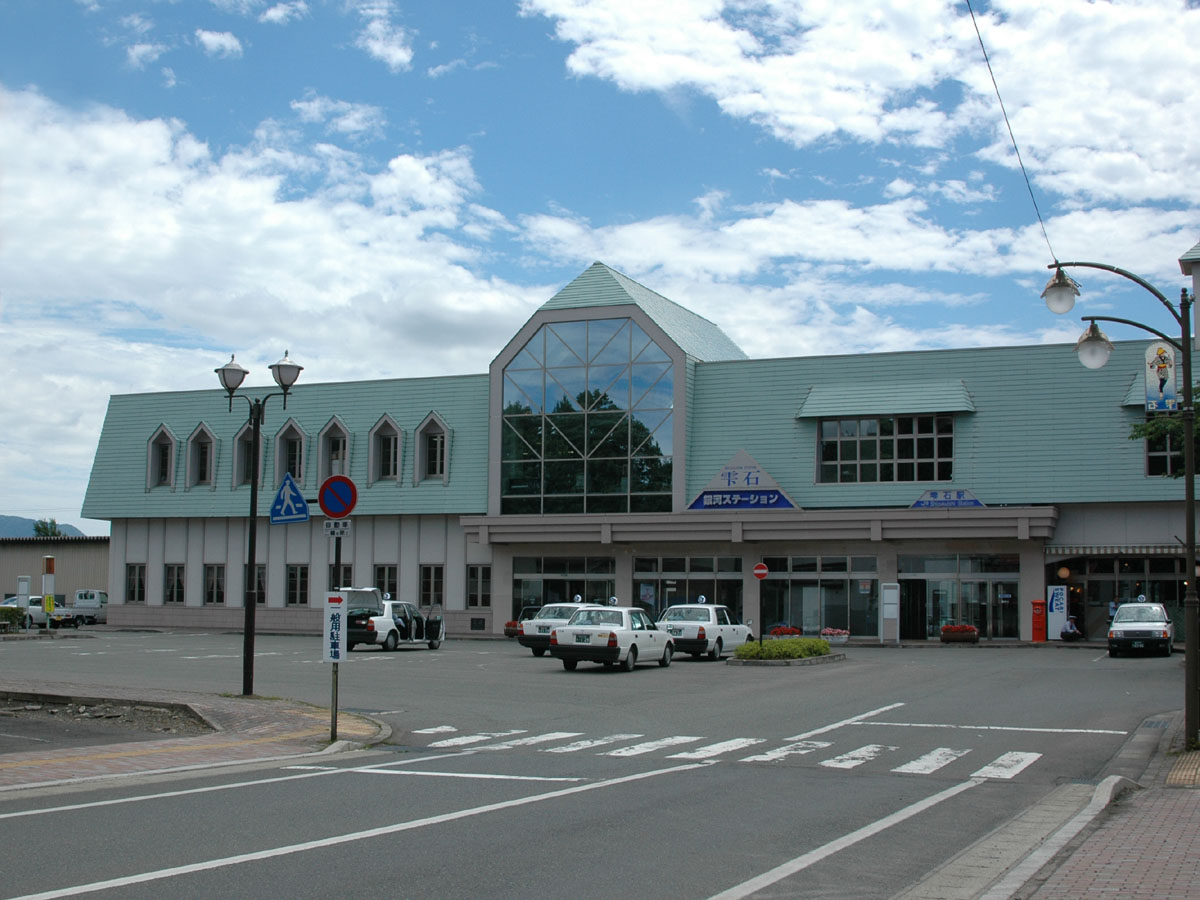
雫石駅

### 鉄道
東日本旅客鉄道（JR東日本）
- 田沢湖線：赤渕駅 - 春木場駅 - 雫石駅

このうち、雫石駅には秋田新幹線が停車する。

### 路線バス
- 岩手県交通雫石営業所
- 雫石町あねっこバス

### 道路

#### 一般国道
- 国道46号

#### 県道

##### 主要地方道
- 岩手県道・秋田県道1号盛岡横手線

##### 一般県道
- 岩手県道131号小岩井停車場線
- 岩手県道162号紫波雫石線
- 岩手県道172号盛岡鶯宿温泉線
- 岩手県道・秋田県道194号西山生保内線
- 岩手県道211号雫石停車場線
- 岩手県道212号雫石東八幡平線
- 岩手県道219号網張温泉線
- 岩手県道234号花巻雫石線
- 岩手県道258号繋温泉線
- 岩手県道266号国見温泉線
- 岩手県道281号矢巾西安庭線

## 主要施設・観光地
岩手3大ジェラート（松ぼっくり、まんま、カウベル）のうち2店があり県内外のスイーツ愛好家が訪れている。
- 小岩井農場
- 鶯宿温泉
- 国見温泉
- 網張温泉
- 玄武温泉
- 葛根田の大岩屋（玄武洞）
- 滝ノ上温泉（葛根田渓谷）
- 雫石高倉温泉
- 南網張ありね温泉
- 御所湖温泉
- ぬくもり温泉
- 極楽乃温泉
- 橋場温泉
- 雫石スキー場
- 網張温泉スキー場
- 岩手高原スノーパーク
- 御所湖（御所ダム）
- 道の駅雫石あねっこ

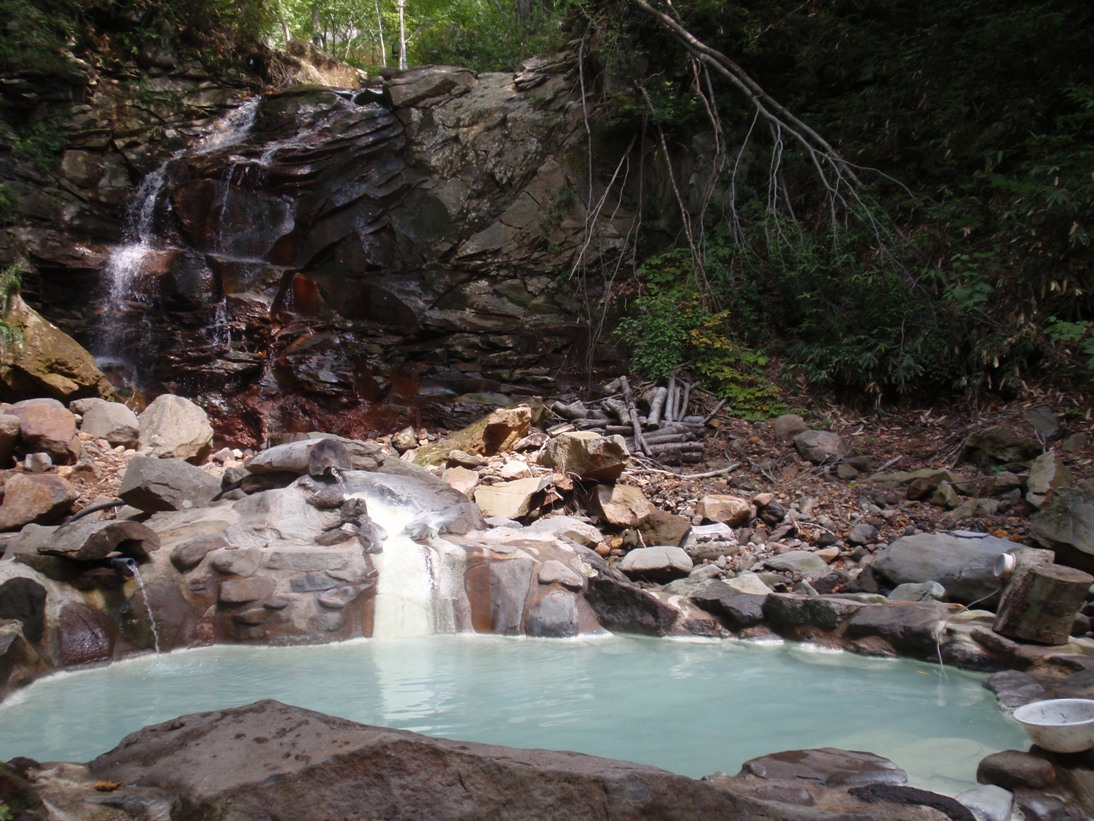
網張温泉

- けんじワールド（2013年8月をもって閉館）

## 祭り・芸能

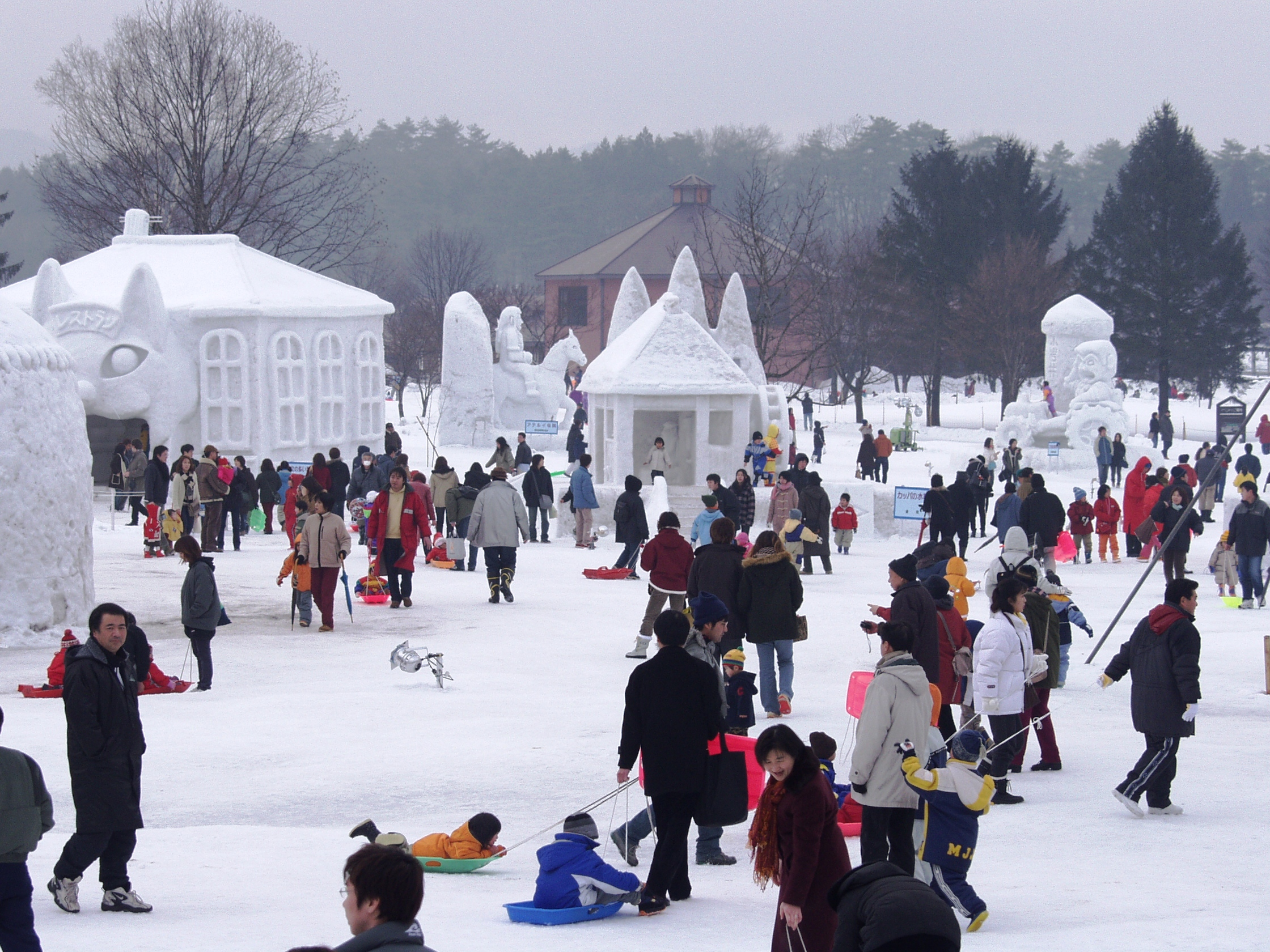
岩手雪まつり

- 雫石よしゃれ祭
- 南部よしゃれ全国大会

## マスコットキャラクター
- しずくちゃん（絵本やアニメのしずくちゃんとは異なる）

## 文学に登場した雫石
宮沢賢治が雫石町の七ツ森、小岩井農場など町内にたびたび立ち寄ったという記録がある。小岩井農場の牧歌的な情景は「雨ニモマケズ」の詩にも影響を与えている。雫石町の狼森や笊森などが賢治童話「狼森と笊森、盗森」のモチーフとなった。
浅田次郎の時代小説「壬生義士伝」の主人公、新撰組隊士吉村貫一郎の妻しずの実家が雫石にある、という設定で物語の舞台となった。
津村秀介の推理小説「北の旅殺意の雫石」弁護士高林鮎子シリーズでも雫石川などが舞台となった。西村京太郎の推理小説「秋田新幹線こまち殺人事件」十津川警部シリーズでも雫石が描かれた。生田直親 の推理小説「雫石みちのく呪殺行」でも雫石の小岩井農場SL館が舞台になり、修験道、義経伝説などが絡み合った物語が描かれた。
杉村修の雫石作品集「雫石と幻想語り」に収録されている物語などの舞台にもなっている。

## 出身人物
- 上野敬三 - 大日本帝国海軍中将
- 楢山芙二夫 - 小説家
- そのだつくし - 漫画家
- 十二林稔 - キックボクサー
- 白木航 - 実業家。オフィスミル社長
- 川崎清純 - ラグビー選手。7人制日本代表
- 川崎龍清 - ラグビー選手。
- 杉村修 - SF作家
- 福田こうへい - 演歌歌手